# ژان لئون ژروم فریس
ژان لئون ژروم فریس (به انگلیسی: Jean Leon Gerome Ferris) (۱۸ اوت ۱۸۶۳ – ۱۸ مارس ۱۹۳۰) نقاش آمریکایی بود که بیشتر به خاطر سری ۷۸ تایی‌اش از صحنه‌هایی از تاریخ آمریکا شناخته شده‌است. عنوان رسمی آن سری ۷۸ تایی نمایش یک ملت است و بزرگ‌ترین سری نقاشی‌های تاریخی آمریکا محسوب می‌شود که توسط یک هنرمند خلق شده‌است.